# Jean-Baptiste Croizet
Pour les articles homonymes, voir Croizet.
Jean-Baptiste Croizet,  né le 12 janvier 1787 à Cournon et mort le 5 avril 1859 est un prêtre et paléontologue français.

## Biographie

### Enfance et jeunesse
Jean-Baptiste Croizet naît à Cournon le 12 janvier 1787. Son père est cultivateur, mais aussi meunier. Le jeune Jean-Baptiste aide très souvent son père dans les différents travaux agricoles ou au moulin.

### Études
Il passe les premières années de son adolescence auprès de l'abbé Chadefaud, curé de Cournon, puis passe ensuite quelques années chez un ancien oratorien. Entré au séminaire de Montferrand, il est  remarqué pour ses qualités d’analyse et part à Saint-Sulpice pour améliorer ses connaissances dans les différentes sciences : l'astronomie, la zoologie, la philosophie, l'histoire comparée des religions, etc. Il est de retour en 1811, et est ordonné prêtre quelques mois après, ce qui lui permet d'enseigner la philosophie au séminaire de Montferrand et d'être nommé curé de Neschers.

### Activités scientifiques
En 1824 à l'initiative d'une équipe de chercheurs, une société voit le jour à Clermont-Ferrand où on parle de géologie, paléontologie, minéralogie et botanique, et il en devient le secrétaire jusqu'en 1825. 
Avec son ami Antoine Claude Gabriel Jobert, il découvre et décrit en 1828 une riche faune fossile tertiaire (Villafranchien, Pliocène), que Cuvier examine (restes de cerfs, d'éléphants, d'hippopotames, de tapirs, de chevaux, de mastodontes, de rhinocéros, d'ours, de tigres, hyènes, castors, loutres, bovins, etc.). Il découvre notamment un bois de renne vieux de 14 000 ans sur lequel est gravé un cheval. Cet objet témoin de l'art paléolithique se trouve aujourd’hui au Natural History Museum de Londres,,.
Il est élu vice-président en 1838 à Clermont-Ferrand, de nouveau en 1840 à Lyon, enfin nommé président de la section des sciences en 1855 au Puy. Il entretient une correspondance importante avec les savants Georges Cuvier, Geoffroy Saint Hilaire mais aussi avec bien d'autres érudits. Il continue ses recherches qui donnèrent lieu à des publications, donne des conférences, voyage dans une partie de l'Europe et reçoit des savants étrangers chez lui.

### Loin des honneurs
On lui propose une place de vicaire général à Bourges, mais il la refuse, ainsi que celle de Mathieu de Montmorency, qui s'était rendu à Neschers pour lui offrir un évêché, préférant sa cure dans ce village qui compte à cette époque environ 1150 habitants. Une nouvelle direction de diocèse lui est présentée, cette fois sous Louis Philippe, par Monsieur Barthe alors garde des sceaux, mais le curé Croizet la décline de nouveau.

### Décès
Il meurt le 5 avril 1859 dans sa soixante-treizième année,  et une foule lui rend un dernier hommage : prêtres, savants, notables et anonymes. Sa pierre tombale est située dans le cimetière de Neschers.

### Livres, notes, rapports et discours publiés
- Discours prononcé lors d'une séance de la société de géologie, minéralogie et botanique d'Auvergne, ayant trait à ses recherches, 1824.
- Rapport présenté à l'académie des sciences, belles lettres et arts, de Clermont-Ferrand d'après une étude menée par Balbi et Guerry sur trois années de 1825 à 1827 "statistique comparée du nombre des crimes et de l'état de l'instruction, dans les divers arrondissements des cours royales et des académies de France", 1828.
- Recherches sur les ossemens fossiles du département du Puy-de-Dôme, Clermont-Ferrand, Thibaud-Landriot, 1828
- Note sur une mâchoire inférieure d’Antracothérium, trouvée dans les grés tertiaires de la Limagne, en collaboration avec M. Jobert Ainé, 1829.
- Note sur un fossile humain trouvé dans un travertin, 1830.
- Notice sur un tremblement de terre qui s'est fait ressentir en Auvergne en octobre, 1833.
- Quelques réflexions sur une aurore boréale, 1836.
- Nouvelles observations sur les aurores boréales, les étoiles filantes et autres météores, 1837.
- quelques réflexions sur la vie et la mort de M. Dubois, curé de Saint-Nectaire, 1837.
- Réponses sur les différentes couches de sédiments d'Auvergne et les fossiles d'animaux et de végétaux, 1838
- Explications des figures représentées sur le sarcophage des Carmes-Déchaux 1840.
- Découvertes de vases Gallo-Romains, 1845.
- Observations générales sur les monuments de l'ancienne Assyrie, 1849.
- Quelques observations sur le puy de Corent, 1850.
- Note sur une statuette Égyptienne en bronze découverte à Corent, 1853.
- Observations générales sur la géologie et la paléontologie, 1853

## Collection
La première collection Croizet (qui contient celles de Jean-Baptiste Bouillet et la première collection d'Auguste Bravard) a été vendue en 1838 au Muséum national d’histoire naturelle de Paris. La deuxième collection Croizet a été vendue au British Museum à Londres en 1847.